# Purplebricks
Purplebricks Британский проект по сопровождению сделок по продаже и аренде недвижимости основан в 2012 году.
15 Сентября 2017 компания вышла на рынок США.